# Fire Emblem: The Blazing Blade
Fire Emblem: The Blazing Blade (ファイアーエムブレム 烈火の剣, Faiā Emuburemu: Rekka no Ken), connu au Japon sous le nom de Fire Emblem: Rekka no Ken et intitulé simplement Fire Emblem en Occident, est un jeu vidéo de rôle tactique sur Game Boy Advance, sorti le 25 avril 2003 au Japon, le 3 novembre 2003 en Amérique du Nord, le 20 février 2004 en Australie et le 16 juillet 2004 en Europe. Développé par Intelligent Systems et édité par Nintendo, c'est le septième épisode de la série Fire Emblem.
Il s'agit du premier opus de la franchise à franchir les frontières du Japon, raison pour laquelle le titre a été raccourci. Afin d'éviter toute confusion, Intelligent Systems lui appose régulièrement le sous-titre rétroactif The Blazing Blade pour le désigner. Cet épisode conte les aventures de Lyn, Eliwood et Hector, et son histoire est la préquelle de Fire Emblem: The Binding Blade, sorti l'année précédente sur la même plate-forme.

## Trame
La trame du jeu se déroule sur le continent d’Elibe et divise en deux actes indépendants, séparés par une ellipse d’un an. Le premier, l’histoire de Lyn, fait office de court tutoriel que le joueur peut refuser de jouer à nouveau à partir de la seconde partie. Le deuxième, l’histoire d’Eliwood et Hector (respectivement les pères de Roy et Lilina, les protagonistes principaux de The Binding Blade) constitue le cœur du jeu. Lors de sa première partie, le joueur suivra obligatoirement le point de vue d’Eliwood, mais à partir de la seconde, il pourra rejouer cette même histoire du point de vue d’Hector, offrant quelques chapitres et scènes exclusifs et le recrutement de nouveaux personnages.
Histoire de Lyn
Après avoir créé son avatar (un stratège baptisé par défaut Mark), le joueur est réveillé par une jeune nomade des plaines de Sacae du nom de Lyndis, ou plus couramment Lyn, avec qui il sympathise. Alors qu’ils partent en voyage afin de parachever l’entraînement martial de Lyn, ils apprennent par surprise que cette dernière est la petite-fille et héritière du marquis de Caelin, l’un des territoires de la Fédération de Lycia. Cependant, le trône est convoité par le grand-oncle de Lyn, Lundgren, qui envisage d’empoisonner le marquis et d’éliminer cette héritière impromptue. Lyn rassemble alors un groupe de guerriers, la Légion de Lyndis, pour un voyage long et semé d’embûches afin de sauver son grand-père et mettre fin aux machinations de Lundgren. Elle fera notamment la rencontre d’Eliwood, un jeune noble de Lycia qui accepte de lui venir en aide, ainsi que celle des artistes itinérants Ninian et Nils. Au terme de ce périple, Lyn triomphe finalement de Lundgren et parvient à sauver son grand-père. Après quoi, l’avatar quitte Caelin afin de poursuivre son enseignement.
Histoire d’Eliwood et Hector
Environ un an après la victoire de Lyn à Caelin, la situation s’envenime en Lycia. Elbert, le marquis de Pherae, est porté disparu depuis de longs mois. Son fils, Eliwood, décide de partir à sa recherche en menant l’enquête à travers le pays, ce qui lui permet de croiser à nouveau la route de l’avatar, qui accepte de lui venir en aide. Pendant ce temps, Hector, ami d’enfance d’Eliwood et petit frère d’Uther, le marquis d’Ositia et dirigeant de la Fédération, cherche à rejoindre le groupe d’Eliwood lorsqu’il est attaqué par une mystérieuse guilde d’assassins, le Black Fang. Après leur réunion, les amis découvrent que le Black Fang est à l’origine d’une vaste conspiration visant à faire éclater une guerre civile en Lycia. Dans ce contexte, Caelin est pris d’assaut par les forces de Lahus, alliées au Black Fang, et nos héros sont réunis avec Lyn, à qui ils viennent en aide. Après la bataille, le trio apprend que le Black Fang serait dirigé par un mystérieux individu du nom de Nergal, qui retiendrait le père d’Eliwood prisonnier dans son repaire sur Valor, l’Île Maudite. En route vers l’île, les héros retrouvent Ninian, faite prisonnière pour des raisons obscures par Nergal et étant parvenue à s’échapper. Le trio découvre alors que les vraies intentions de Nergal sont d’ouvrir la Porte du Dragon afin d’assouvir le monde, et se lance dans une quête à travers Elibe pour trouver un moyen de l'arrêter.

## Système de jeu
Fire Emblem est un jeu de rôle tactique au tour par tour. Le joueur, dont les unités sont en bleu, commence le tour, suivi ensuite par ses ennemis, en rouge. Il peut également y avoir un tour "annexe" dans lequel des unités contrôlées par l'ordinateur alliées au joueur peuvent se déplacer et attaquer. Ces unités sont en vert.
Avant de commencer un combat, le joueur doit choisir parmi ses unités celles qui vont combattre et les placer à des endroits précis sur la carte du combat qui est pavée de cases carrées sur lesquelles les unités se déplacent. Pour gagner, le joueur doit accomplir un objectif (capture, survie, élimination d'un boss,...). Lors des batailles, les unités reçoivent des points d'expérience après avoir vaincu une unité adverse qui leur sert à monter de niveau. Les unités possèdent des statistiques qui leur sont propres (points de vie, attaque, défense,...) en plus de certaines sensibilités à certains types d'armes. Chaque montée de niveau entraîne une amélioration des statistiques. Le niveau maximum est 20, mais les unités peuvent se promouvoir en une classe plus avancée à partir du niveau 10, offrant une hausse significative des statistiques et parfois la maîtrise de nouveaux types d'armes. Enfin, certaines unités ennemies et annexes peuvent être recrutées pendant le combat.
Le jeu a également la particularité de proposer certaines quêtes annexes en marge de l'aventure principale, qui se débloquent une fois certaines conditions remplies pendant le combat précédent la quête.
Par ailleurs, il existe un système de soutien pouvant influer sur le combat. Si certaines unités compatibles combattent pendant de nombreux tours côte à côte, elles peuvent entamer une conversation qui augmentera leur niveau de soutien ainsi que certaines de leurs statistiques quand elles combattront proches l'une de l'autre (et permettent au joueur d'en apprendre plus sur le personnage). De plus, un soutien de rang A, qui est le maximum, peut changer l'épilogue de ce personnage.

## Développement
Le développement de The Blazing Blade débute après la parution du jeu de combat Super Smash Bros. Melee, incluant les personnages jouables Marth et Roy. Influencé par la bonne réception des personnages de la franchise Fire Emblem en dehors du Japon, The Blazing Blade a été développé dans l'optique d'une internationalisation de l'audience. Pour cette raison, le jeu a été programmé pour s’ouvrir avec un prologue mettant en scène Lyn et qui doit servir de tutoriel pour les nouveaux joueurs de la série Fire Emblem.

## Postérité
Le jeu a fait l'objet d'une réédition sur la console virtuelle de la Wii U sortie le 14 mai 2014 au Japon, le 21 août 2014 en Europe et le 4 décembre 2014 en Amérique du Nord. Il est également disponible partout dans le monde sur le service Nintendo Switch Online + Pack additionnel à partir du 23 juin 2023.
Fire Emblem: Awakening y fait référence, au travers notamment de certaines armes[réf. nécessaire]. De nombreux personnages du jeu y sont par ailleurs recrutables par le biais des fonctionnalités Spotpass[réf. nécessaire].
La protagoniste Lyn est l'un des personnages auxquels il est possible de faire appel grâce aux Emblèmes dans Fire Emblem Engage. Elle y est rejointe par Hector dans le deuxième volume de contenu téléchargeable additionnel. Lyn est également un personnage jouable dans le spin-off Fire Emblem Warriors.
De nombreux personnages du jeu ont fait une ou plusieurs apparitions dans le jeu mobile Fire Emblem Heroes, ainsi que dans le jeu de cartes dérivé Fire Emblem 0 (Cipher)[réf. nécessaire].
La série Super Smash Bros. intègre depuis son opus for Nintendo 3DS / for Wii U un costume alternatif pour Roy, le fils du protagoniste Eliwood, reprenant les couleurs dominantes de la tenue de ce dernier. De plus, la protagoniste Lyn y apparaît comme trophée-aide depuis l'épisode Brawl[réf. nécessaire]. Enfin, un certain nombre de musiques de The Blazing Blade ont fait leur arrivée dans la série.

## Accueil
Fire Emblem: The Blazing Blade a reçu de bonnes critiques pour son histoire, ses personnages et son gameplay. Le jeu a été bien reçu lors de sa sortie, récoltant un 8.9/10 de Gamespot et reçoit la récompense "Choix de l'éditeur" de Gamespy et d'IGN. En 2007, il a été nommé le 16ème meilleur jeu de la Game Boy Advance de tous les temps par IGN, ainsi que 37ème meilleur RPG de tous les temps également selon IGN. Le jeu a reçu un score de 88/100 sur le site Metacritic basé sur l'avis de 31 professionnels du jeu-vidéo.
Les ventes du jeu sont estimées à environ 970 000 exemplaires à travers le monde par VGChartz, ce qui en ferait la meilleure performance pour un jeu de la série principale jusqu'à la sortie d'Awakening. Ce score a également été ultérieurement dépassé par les épisodes Fates et Three Houses.